# Anheqiao Nord
Anheqiao Nord (in cinese 安河桥北站S, Ānhéqiáo Běi zhànP), indicata sulla segnaletica ufficiale anche con la dicitura inglese Anheqiao Bei (N), è una stazione della linea 4 della metropolitana di Pechino e ne costituisce il capolinea nord-occidentale.
In base ai progetti iniziali, la stazione si sarebbe dovuta chiamare "Longbeicun", nome poi cambiato in "Anheqiaobei" in quanto situata a nord del Ponte Anhe (安河 Ānhé, nome proprio; 桥 Qiáo, ponte; 北 Běi, nord). La stazione è entrata in funzione in concomitanza dell'inaugurazione della linea 4, il 28 settembre 2009.

## Posizione
La stazione di Anheqiao Nord è collocata a nord della città di Pechino, subito fuori l'angolo nord-ovest del Quinto anello della città, a est di Malianwaxi Road e dell'acquedotto Jinmi. La stazione è stata costruita all'angolo tra Longbeicun Road e Xiaoqinghe Road, a Qinglongqiao nel distretto di Haidian.

## Struttura e impianti
La stazione è formata da una banchina mediana e una banchina parallela sul livello della strada. È l'unica stazione della Linea 4 a essere in superficie. A nord della stazione sono presenti il binario di regresso per l'inversione di marcia e la linea di collegamento per l'uscita dal deposito.
La stazione è dotata di quattro ingressi e uscite, indicati con le lettere A, B, C e D. Le uscite A e B sono accessibili anche ai portatori di handicap grazie alla presenza di ascensori.

## Servizi
La stazione dispone di:
- Accessibilità per portatori di handicap (solo uscite A e B)
- Ascensori (solo uscite A e B)
- Scale mobili
- Emettitrice automatica biglietti
- Servizi igienici
- Parcheggio di interscambio

### Orari
La prima corsa direzione Gongyi Xiqiao (linea 4)/Tiangongyuan (linea Daxing) parte tutti i giorni alle 4:58 da Anheqiao Nord; l'ultima per Tiangongyuan parte alle 22:35, mentre quella per Gongyi Xiqiao alle 22:48.

### Tariffazione
- Anheqiao Nord — Xingong (condiviso con la linea Daxing)
- Anheqiao Nord — Tiangongyuan (condiviso con la linea Daxing)
- Ora di punta (7:00-8:00) nella tratta Zhongguancun — Huangcun Xidajie (condiviso con la linea Daxing).[7]

La tariffazione parte da un prezzo di ¥3 (circa €0,40) a seconda della distanza di viaggio totale da percorrere, fino a un massimo di ¥8 (circa €1).

### Parcheggi
La stazione di Anheqiao Nord dispone di tre aree di parcheggio, accessibili dall'ingresso nord-ovest, nord-est e sud-ovest, che coprono un'area di circa 20 000m². Per attrarre un maggior numero di autisti privati, e offrire loro uno sconto delle corse metro di ¥2, il parcheggio della stazione è stato sottoposto a lavori di espansione per renderlo multipiano. La capienza del parcheggio è stata aumentata da 750 a 1 500 posti auto.

## Interscambi
- Fermata autobus